# 实践女子大学短期大学部
实践女子大學短期大学部（日语：／ Jissen Joshi Daigaku Tanki Daigakubu *），简称实践，是一所位于日本东京都日野市的私立短期大学。

## 概要

### 简介
- 学校最早可以追溯到1899年[1]。短期大学为于1950年开办[1]、由学校法人实践女子学园经营。

### 历史
- 1950年 实践女子学园短期大学成立并同时设置家政科[2]。
- 1952年 日文科和英文科成立[2]。
- 1968年 实践女子学园短期大学变更为实践女子短期大学[2]。
- 1988年 日文科改名为日文学科、英文科改名为英文学科、家政科改名为家政学科（分离为生活文化专攻和食物营养专攻）[2]。
- 2000年 日文学科改名为日语沟通学科、英文学科改名为英语沟通学科、家政科生活文化专攻改名为生活文化学科、家政科食物营养专攻改名为食物营养学科[2]。
- 2012年 生活文化学科和食物营养学科各自招生最后。

### 宪章
- 请参看实践女子短期大学的标志（页面存档备份，存于） （日語） 2013年11月22日阅览。

## 学校环境
- 日野校区：在东京都市
- 松伏校区：在埼玉县北葛饰郡松伏町：现在没有

## 历任校长
- 宇野哲人：第一代短期大学校长
- 田岛真：现在短期大学校长[3]

## 组织

### 学科
- 日语沟通学科[注 2]
- 英语沟通学科[注 3]

### 前学科
- 生活福利学科[注 1]
- 食物营养学科[注 1]

### 专科
| - 没有 |

### 业余课程
| - 没有 |

## 知名校友

### 文学界
- 草野Taki：小说家

### 演艺界
- 丹下樱：声优、歌星。
- 森佳子：西日本放送的广播员。
- 松冈洋子：新闻主播
- 仓本康子：时装模特儿

## 相关链接
- 日本短期大学列表
- 实践女子大学